# Obergünzburg

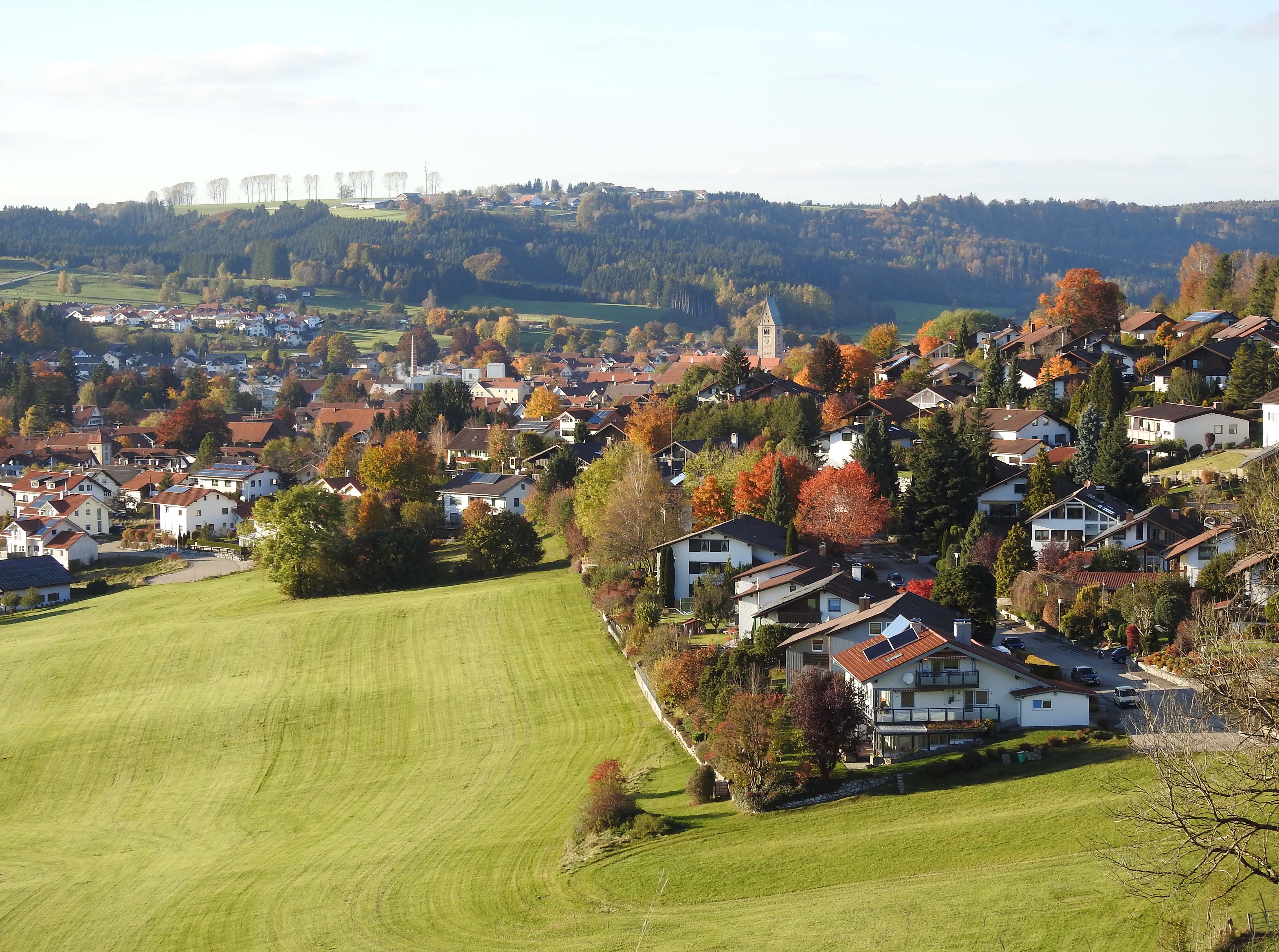
Obergünzburg von Süden

Obergünzburg ist ein Markt im schwäbischen Landkreis Ostallgäu und der Sitz der Verwaltungsgemeinschaft Obergünzburg.

## Geografie

### Lage
Der Ort liegt in der Region Allgäu. Er wird von der Östlichen Günz durchflossen, in die im Ortsgebiet der Tobelbach, der Wifelsbach und der Salabach einmünden.
Die Gemeinde hat eine Höhenlage von 707 m ü. NHN (östliche Günz) bis 891 m ü. NHN (südwestlich von Ebersbach).
Ein geschütztes Naturdenkmal im Gemeindegebiet ist die Teufelsküche, ein Felsentor aus Nagelfluh nördlich des Ortes; sie ist als Geotop (Nr. 777R001 / 43R007) ausgewiesen.

### Gemeindegliederung
Es gibt 56 Gemeindeteile (in Klammern ist der Siedlungstyp angegeben):
- Algers (Weiler)
- Barteler (Einöde)
- Berg (Dorf)
- Bergammer (Einöde)
- Bichtholz (Einöde)
- Binkenhofen (Einöde)
- Burg (Dorf)
- Burgstall (Einöde)
- Burker (Einöde)
- Christler (Einöde)
- Ebersbach (Pfarrdorf)
- Eglofs (Dorf)
- Feurer (Einöde)
- Fink (Einöde)
- Freien (Weiler)
- Galger (Einöde)
- Gfäll (Weiler)
- Gfällmühle (Einöde)
- Glaser (Einöde)
- Glögler (Einöde)
- Greggen (Einöde)
- Habersberg (Weiler)
- Hartmannsberg (Weiler)
- Hauprechts (Weiler)
- Heißen (Weiler)
- Hengeler (Einöde)
- Hofmanns (Einöde)
- Kaltenbrunn (Einöde)
- Kasperle (Einöde)
- Klauser (Einöde)
- Liebenthann (Einöde)
- Liebenthann-Mühle (Einöde)
- Litzen (Einöde)
- Lohbauer (Einöde)
- Maier (Einöde)
- Mautis (Weiler)
- Mindelberg (Weiler)
- Mindelmühle (Einöde)
- Obergünzburg (Hauptort)
- Obermelden (Weiler)
- Pfänder (Einöde)
- Reichholz (Einöde)
- Rufen (Einöde)
- Scheutler (Einöde)
- Schoner (Einöde)
- Schweizer (Einöde)
- Seesen (Weiler)
- Stanis (Einöde)
- Thanner (Einöde)
- Untermelden (Einöde)
- Veiten (Einöde)
- Wegmacher (Einöde)
- Wiedebauer (Einöde)
- Wielands (Weiler)
- Willofs (Pfarrdorf) mit Johanneskirche
- Wolfartsberg (Weiler)

Es gibt die Gemarkungen Burg, Ebersbach, Obergünzburg und Willofs.
- Gemarkung Burg mit Becherer (mit Habersburg verbunden), Berg, Bichtholz, Burgstall, Freien, Greggen, Habersberg, Hartmannsberg, Liebenthann (Ziegler), Liebenthann-Mühle, Litzen, Schoner, Seesen und Wolfartsberg
- Gemarkung Ebersbach[5] mit Algers, Barteler, Bergammer, Burker, Christler, Feurer, Fink, Galger, Gfäll, Gfällmühle, Glaser, Grötzer (Glögler), Hauprechts, Heißen, Hofmanns, Kasperle, Maier (Maierle), Obermelden, Pfänder, Reichholz, Rufen, Schweizer, Stanis, Thanner, Untermelden, Wegmacher, Wiedebauer und Wielands
- Gemarkung Obergünzburg
- Gemarkung Willofs mit Binkenhofen, Eglofs, Hengeler, Kaltenbrunn, Klauser, Lohbauer, Mautis, Mindelberg, Mindelmühle, Scheutler und Veiter (Veiten)

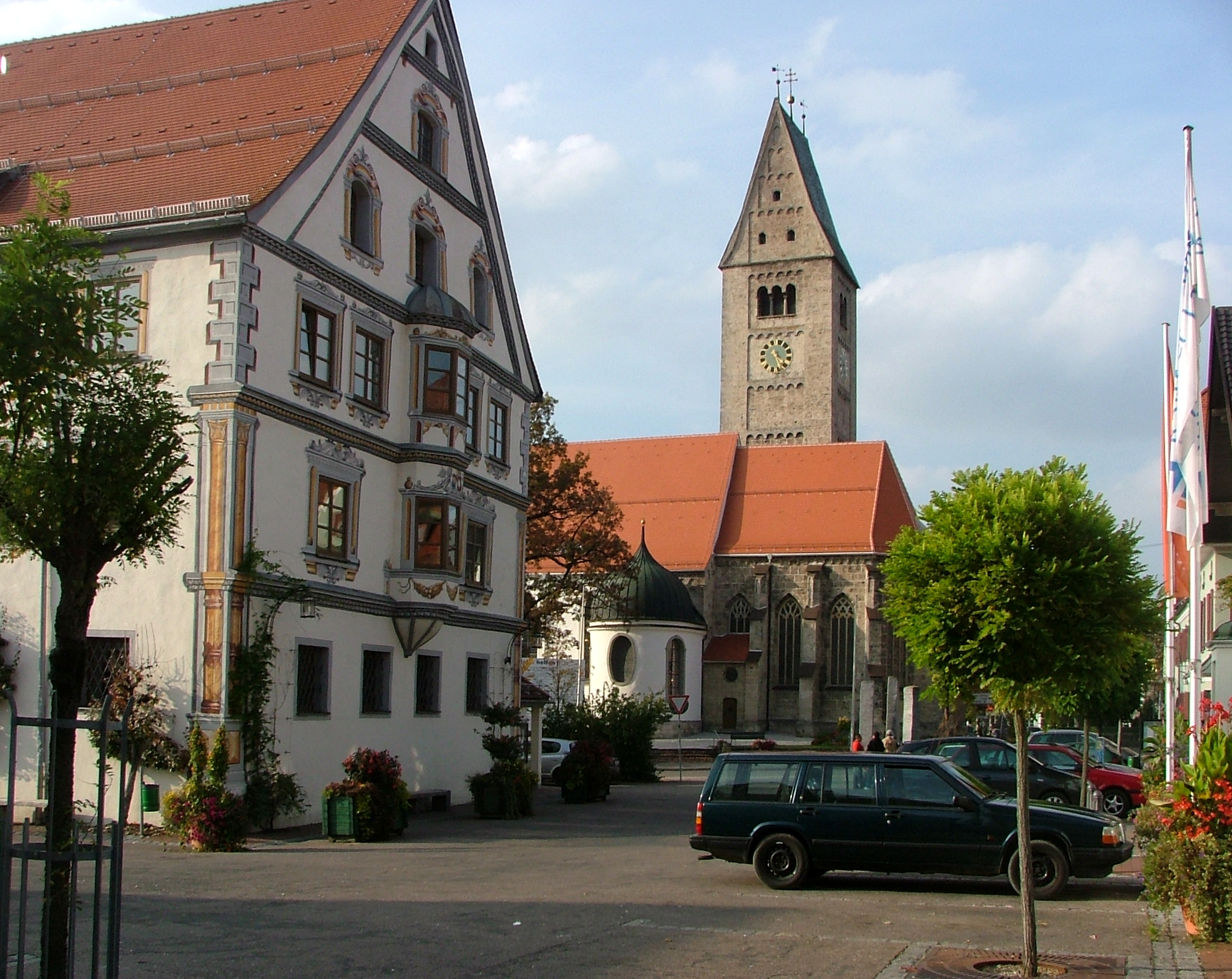
Obergünzburg Rathaus und Pfarrkirche St. Martin

## Geschichte

### Bis zur Gemeindegründung
Obergünzburg kann seine Wurzeln bis in die römische Zeit zurückverfolgen (Bodendenkmäler im Ortsbereich sind in der Denkmalliste verzeichnet). Im Jahr 1407 erhielt Obergünzburg von König Ruprecht das Marktrecht. Obergünzburg war seit dem späten 17. Jahrhundert Sitz eines Pflegamtes des Fürststifts Kempten. Das heutige Rathaus (ehemaliges Pflegerschloss) wurde 1570 als Korn- und Rathaus errichtet und ist als Baudenkmal gelistet. Seit dem Reichsdeputationshauptschluss von 1803 gehört der Ort zu Bayern. Im Jahr 1818 entstand die politische Gemeinde.

### 19. und 20. Jahrhundert
Bis 1879 war Obergünzburg Sitz eines Landgerichtes; das verbliebene Amtsgericht wurde 1959 nach Marktoberdorf verlegt (Justizreform). Der Ort blieb im Zweiten Weltkrieg ohne größere Zerstörungen. Nach dem Krieg wurde Obergünzburg der amerikanischen Besatzungszone zugeordnet; die Einwohnerzahl stieg in der unmittelbaren Nachkriegszeit durch Flüchtlinge und Vertriebene stark an (u. a. aus Sudetenland, Schlesien, Ostpreußen).

### Eingemeindungen
Im Zuge der Gebietsreform in Bayern wurden am 1. Januar 1972 die Gemeinde Burg und der größte Teil der Gemeinde Willofs eingegliedert. Am 1. Juli 1972 kam Ebersbach dazu.

### Einwohnerentwicklung
Die Einwohnerzahlen ab 1840 beziehen sich auf die heutige Gemeindefläche (Stand 1987). Der Ausländeranteil lag 2005 bei etwa 4 %.
| Jahr      | 1840 | 1900 | 1939 | 1950 | 1961 | 1970 | 1987 | 1991 | 1995 | 2000 | 2005 | 2010 | 2015 | 2020 |
| Einwohner | 2712 | 3086 | 3198 | 5343 | 4754 | 5006 | 5476 | 5868 | 6063 | 6279 | 6471 | 6316 | 6295 | 6402 |

Obergünzburg wuchs von 1988 bis 2008 um 811 Einwohner bzw. um ca. 15 %. Zwischen 1988 und 2018 wuchs die Gemeinde von 5566 auf 6362 um 796 Einwohner bzw. um 14,3 %. Aktuelle Einwohnerstände veröffentlicht das Bayerische Landesamt für Statistik fortlaufend im Statistikportal (Gemeindeschlüssel 09777154).

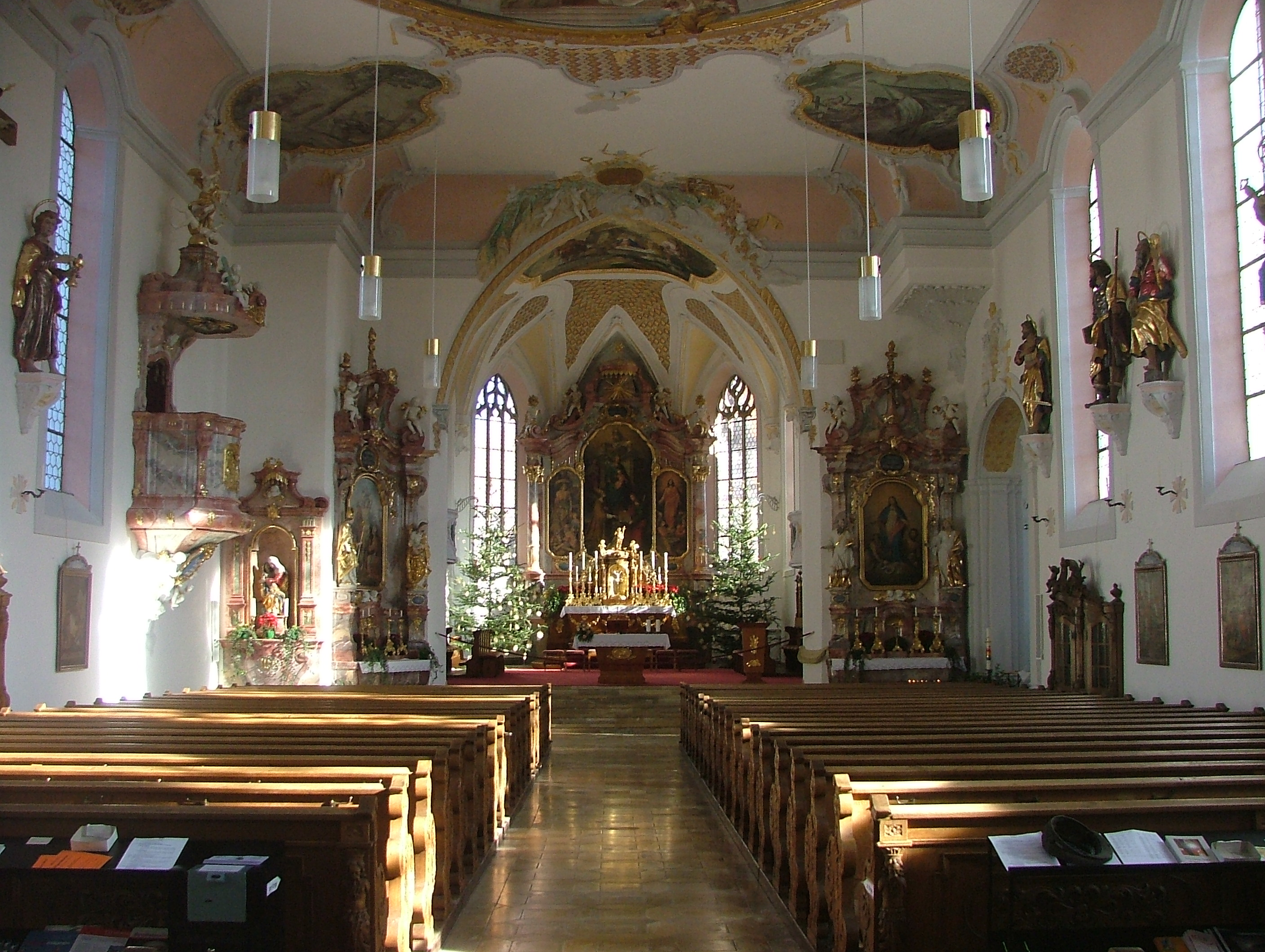
Innenraum der Pfarrkirche St. Martin

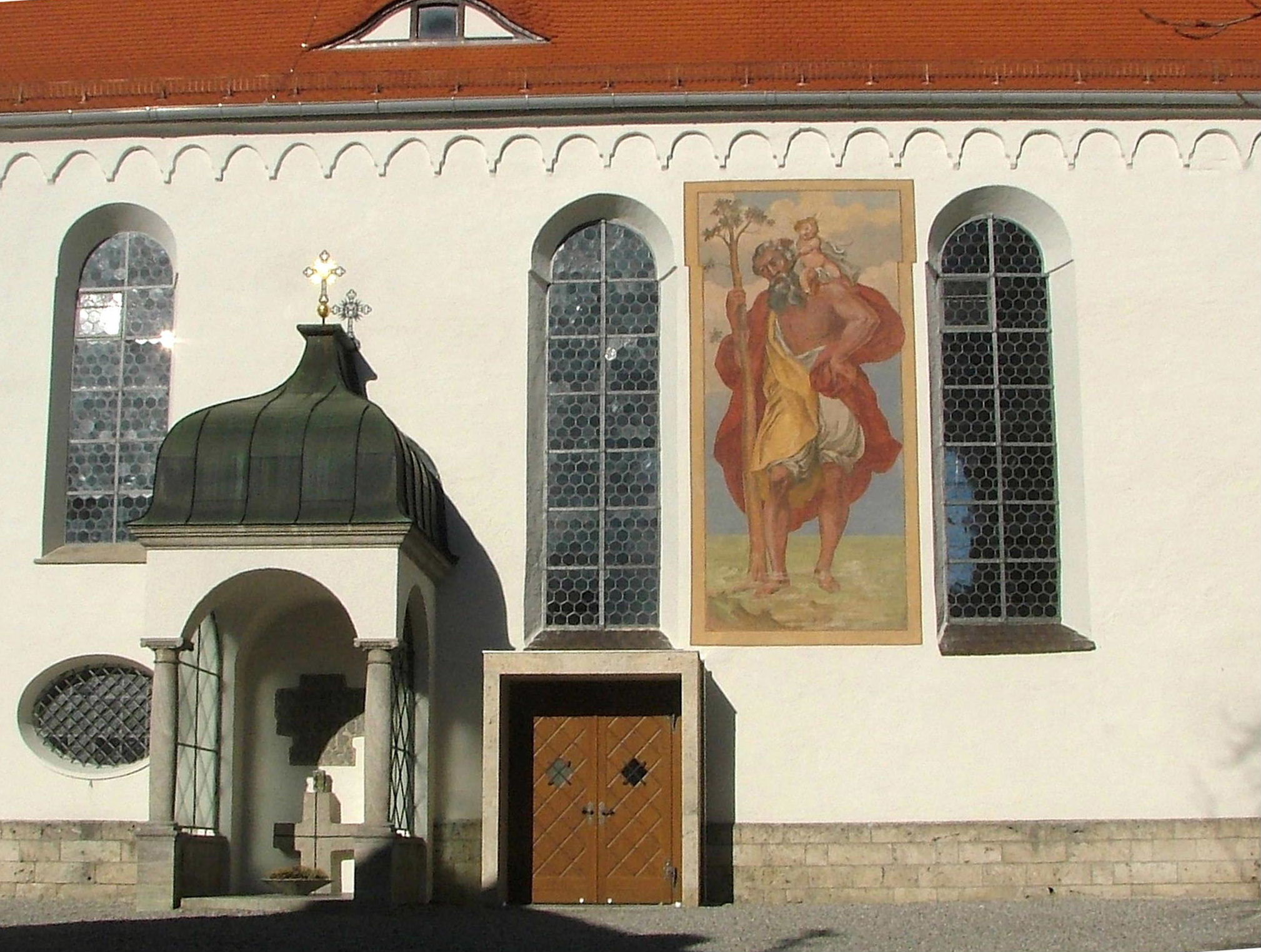
Christopherus an der Pfarrkirche St. Martin

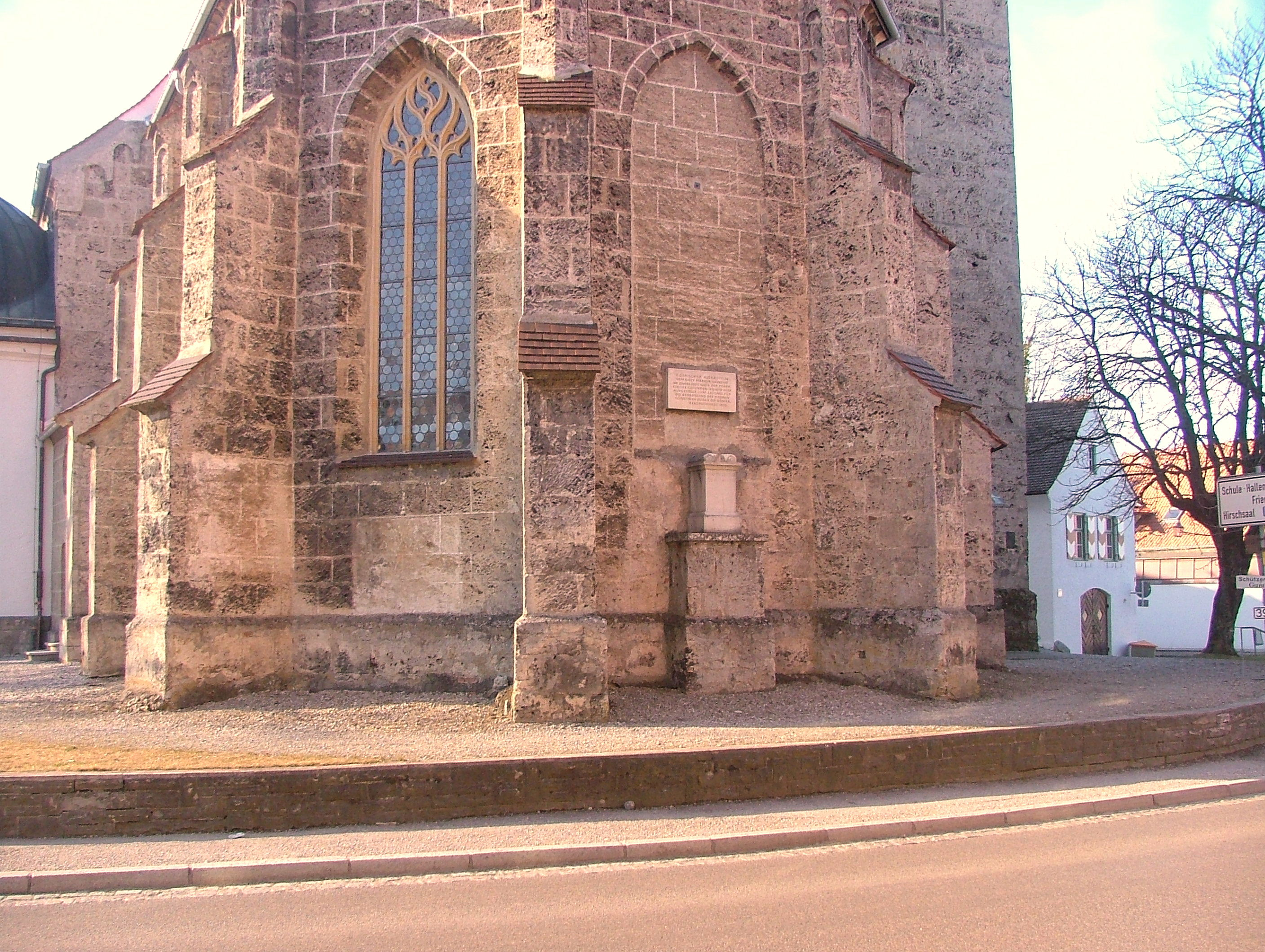
Römischer Altarstein, dem Gott Merkur geweiht

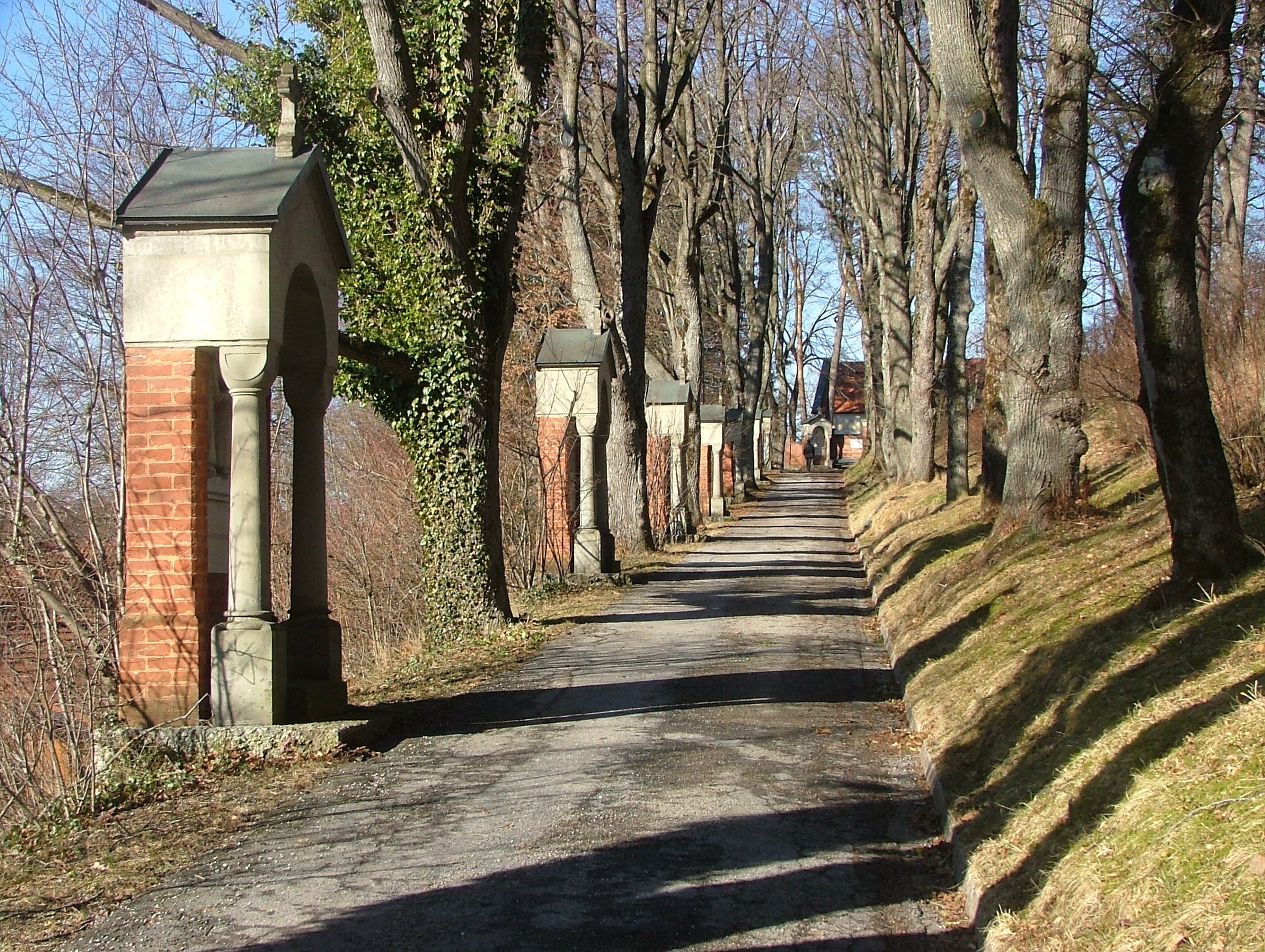
Ölbergallee auf den Nikolausberg

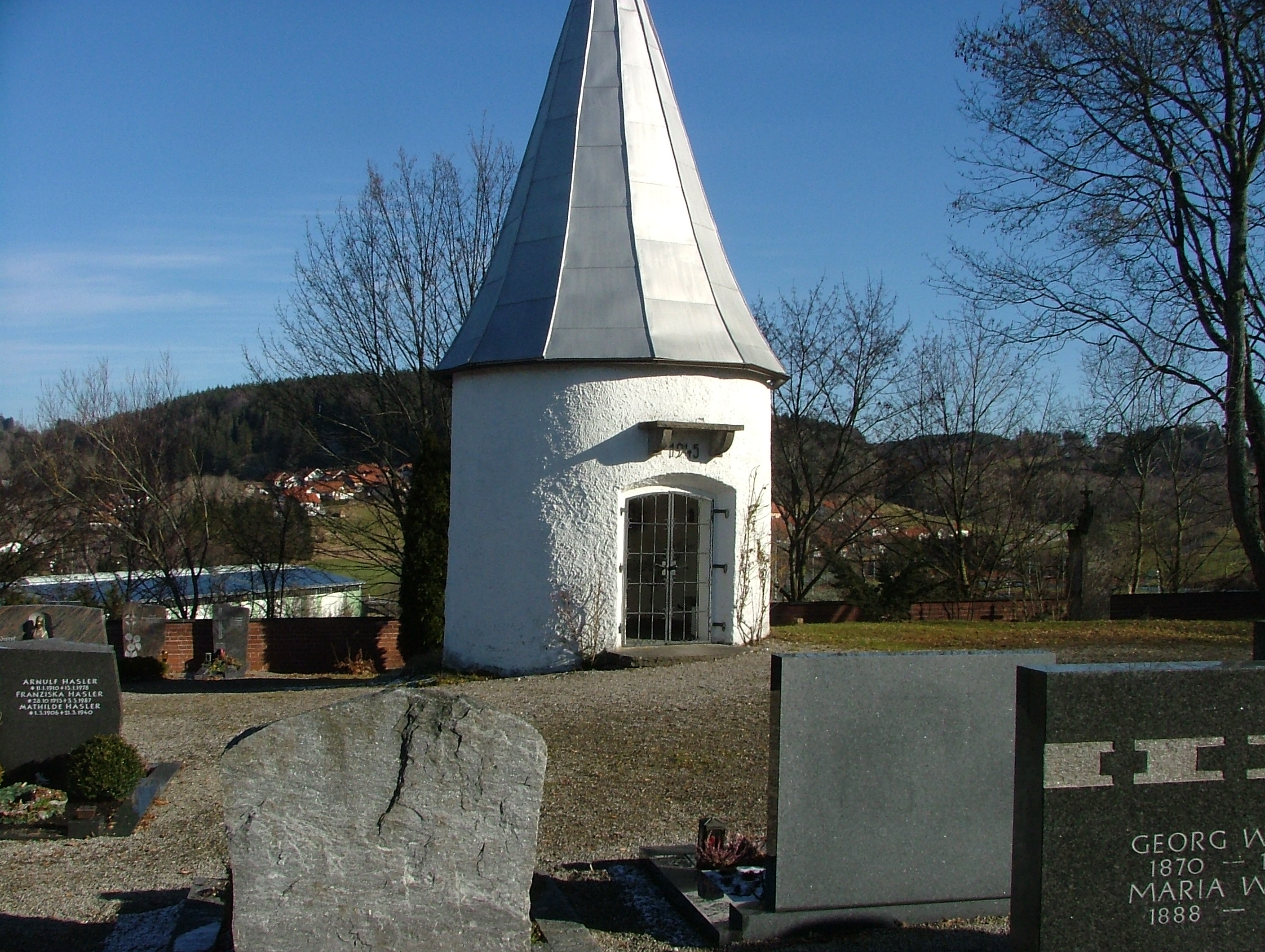
Kapelle auf dem Nikolausberg zur Erinnerung an 1945

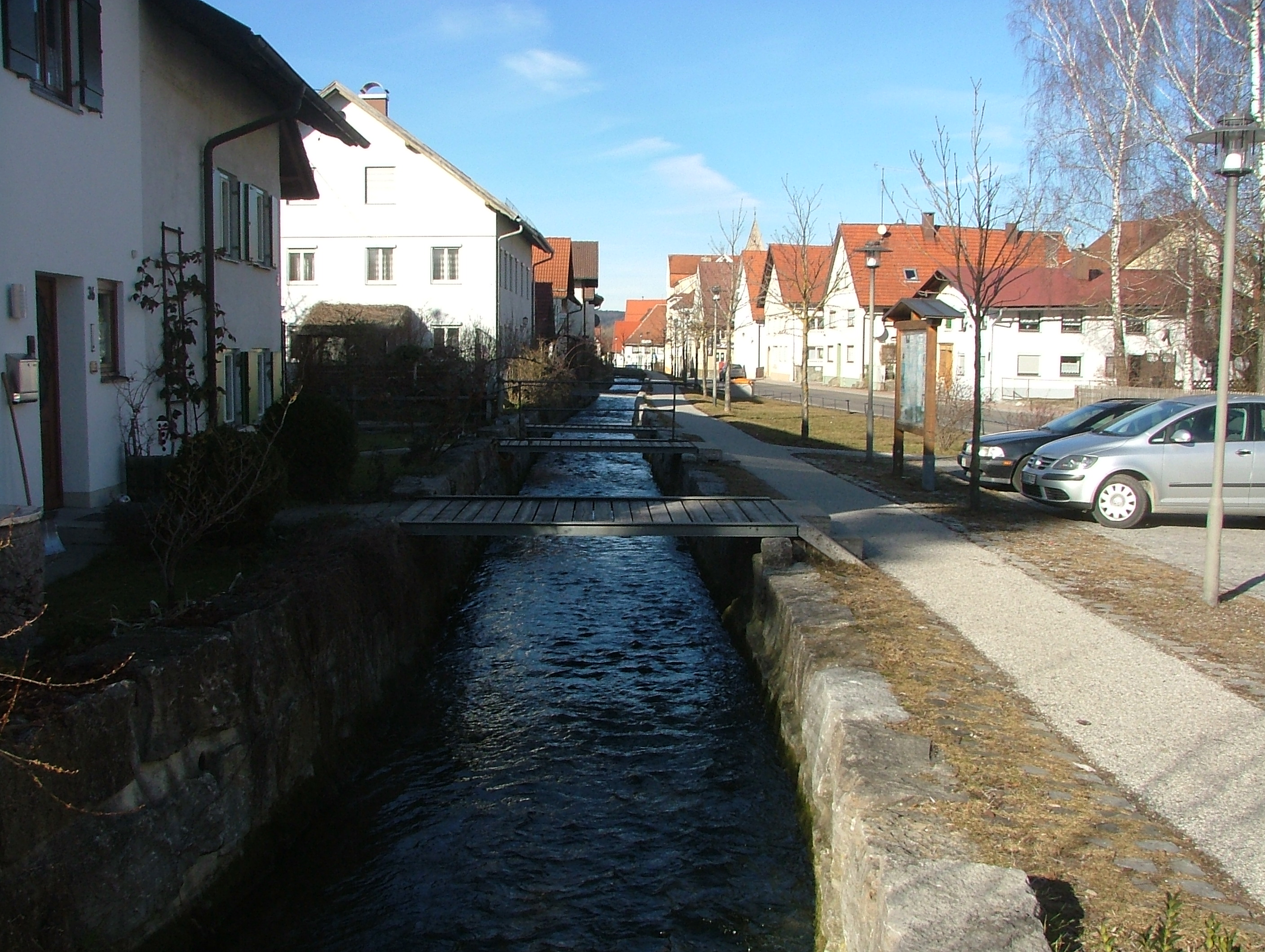
Obergünzburg liegt am Oberlauf der Ostgünz.

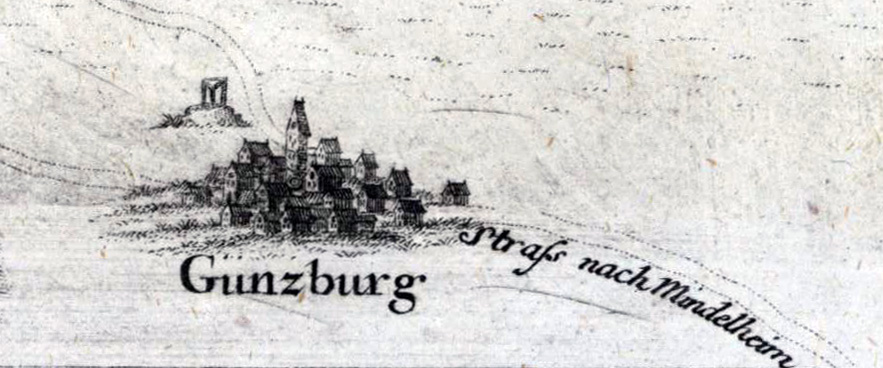
Obergünzburg auf einer von Gabriel Bodenehr nach Franz Josef Tanner gestochenen Karte aus dem Jahr 1737

## Politik

### Gemeinderat
Nach der Kommunalwahl am 15. März 2020 setzt sich der Gemeinderat wie folgt zusammen:
| Liste        | Stimmenanteil | Sitze |
| CSU          | 40,85 %       | 8     |
| Freie Wähler | 39,06 %       | 8     |
| Grüne        | 20,08 %       | 4     |

Zusätzliches Mitglied des Rates ist der Bürgermeister.

### Bürgermeister
Erster Bürgermeister ist seit 30. Januar 2007 Lars Leveringhaus (CSU). Bei der Bürgermeisterwahl am 15. März 2020 wurde er mit 83,3 % der Stimmen erneut wieder gewählt (Wahlbeteiligung 60,0 %).

### Wappen
| Wappen von Obergünzburg | Blasonierung: „Gespalten und vorne von Rot und Blau geteilt; hinten in Silber über drei blauen Wellenbalken schwebend das schwarz gekleidete, golden gekrönte Brustschild der herschauenden heiligen Hildegard.“ |
| Wappen von Obergünzburg | Wappenbegründung: Die verloren gegangene Erinnerung an Hildegard führte 1813 zu einer massiven Fehldeutung bei der Wappenneuschaffung. Man hielt den Kopf der kemptischen Hildegard für einen Mohren. Als Argumentationsbasis diente die Herkunft der Herren von Ronsberg von den Grafen von Mohrenstetten – Mehrenstetten war eigentlich gemeint. |

### Gemeindepartnerschaften
Partnergemeinden von Obergünzburg sind Třešť in Tschechien und Visegrád in Ungarn. Regelmäßige Besuche beider Partner werden u. a. im amtlichen Marktblatt angekündigt (z. B. Besuch aus Třešť im Sept. 2024).

## Sehenswürdigkeiten
- Schloss Obergünzburg, heute Rathaus (ehem. Pflegerschloss/Kornhaus, Baujahr 1570).[23]
- Historischer Marktplatz mit Mohrenbrunnen
- Kirche St. Martin aus dem 15. Jahrhundert (Befunde zu Vorgängerbauten in der Denkmalliste).[24]
- Nikolausberg mit Bergkirche St. Nikolaus

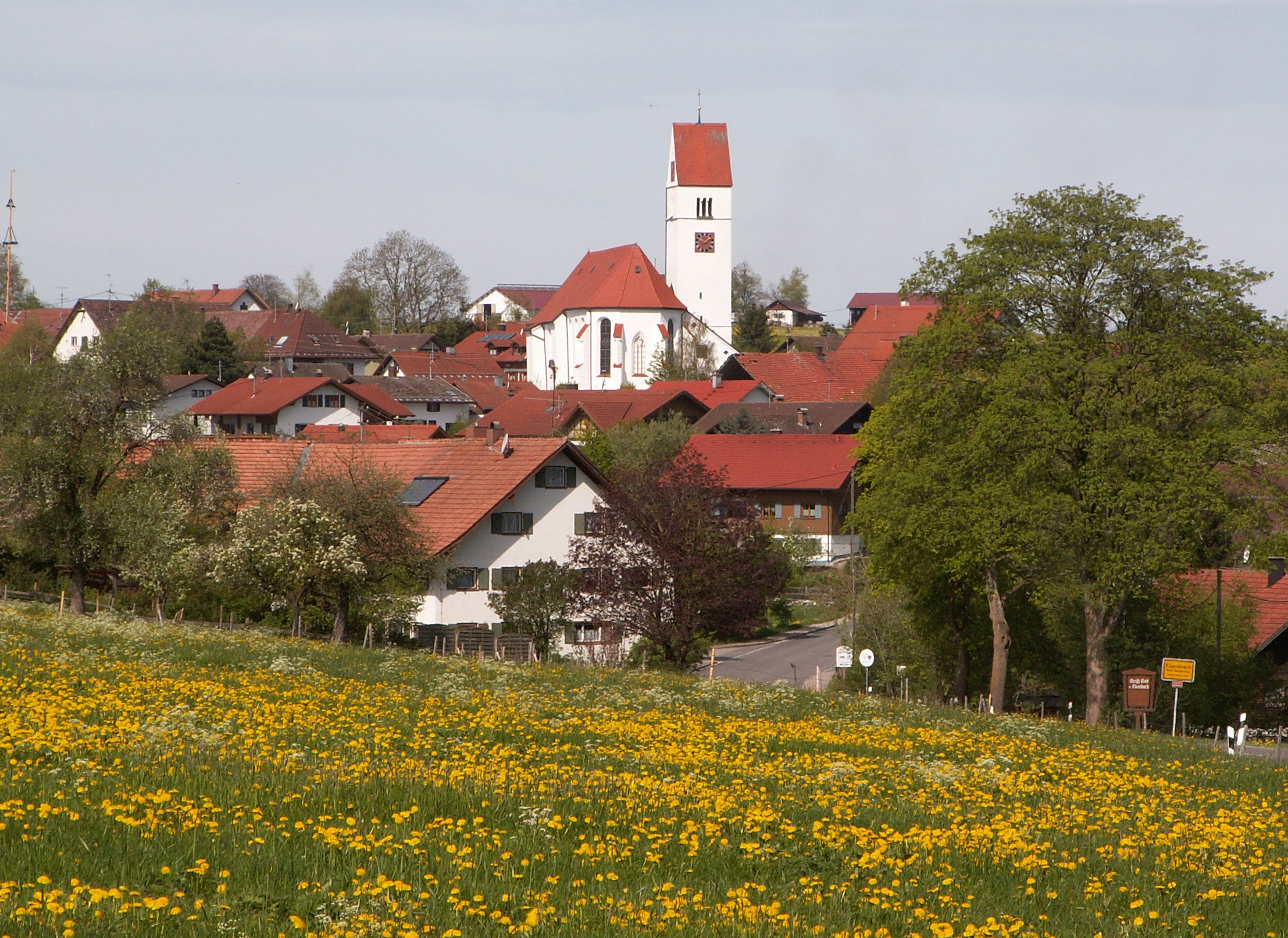
Ebersbach m. St. Ulrich von Osten

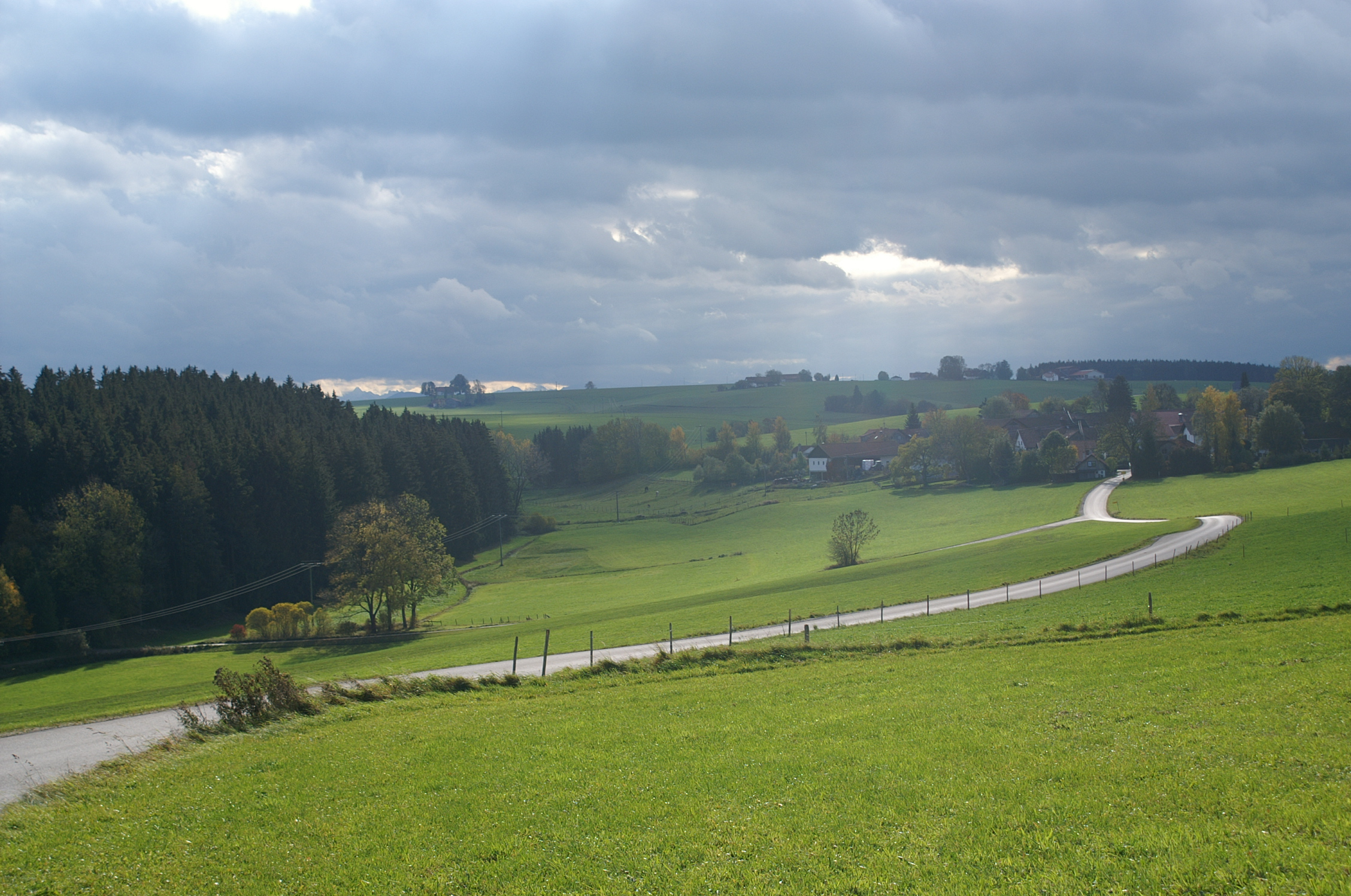
Eglofs von Norden

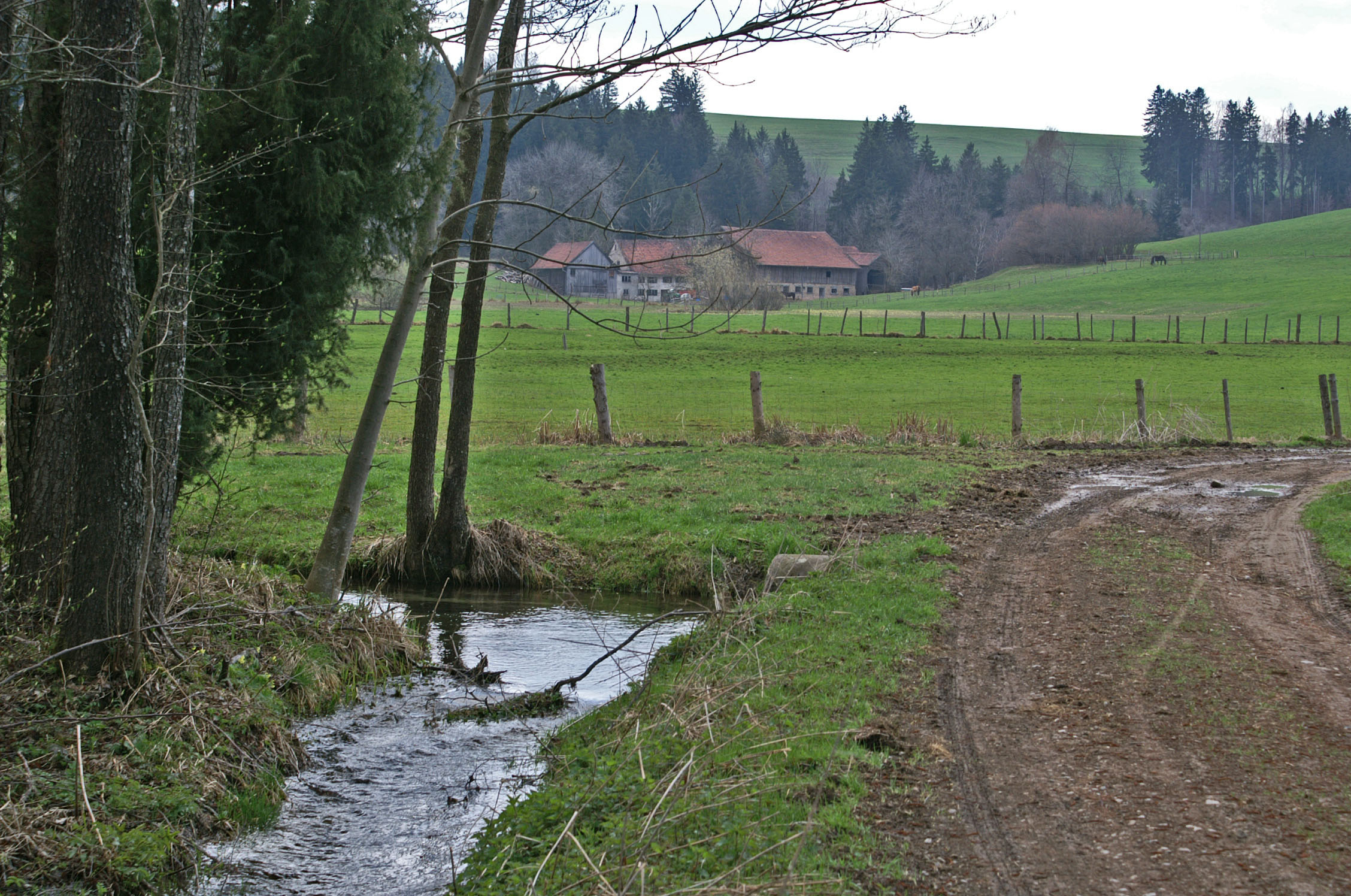
Oberes Mindeltal

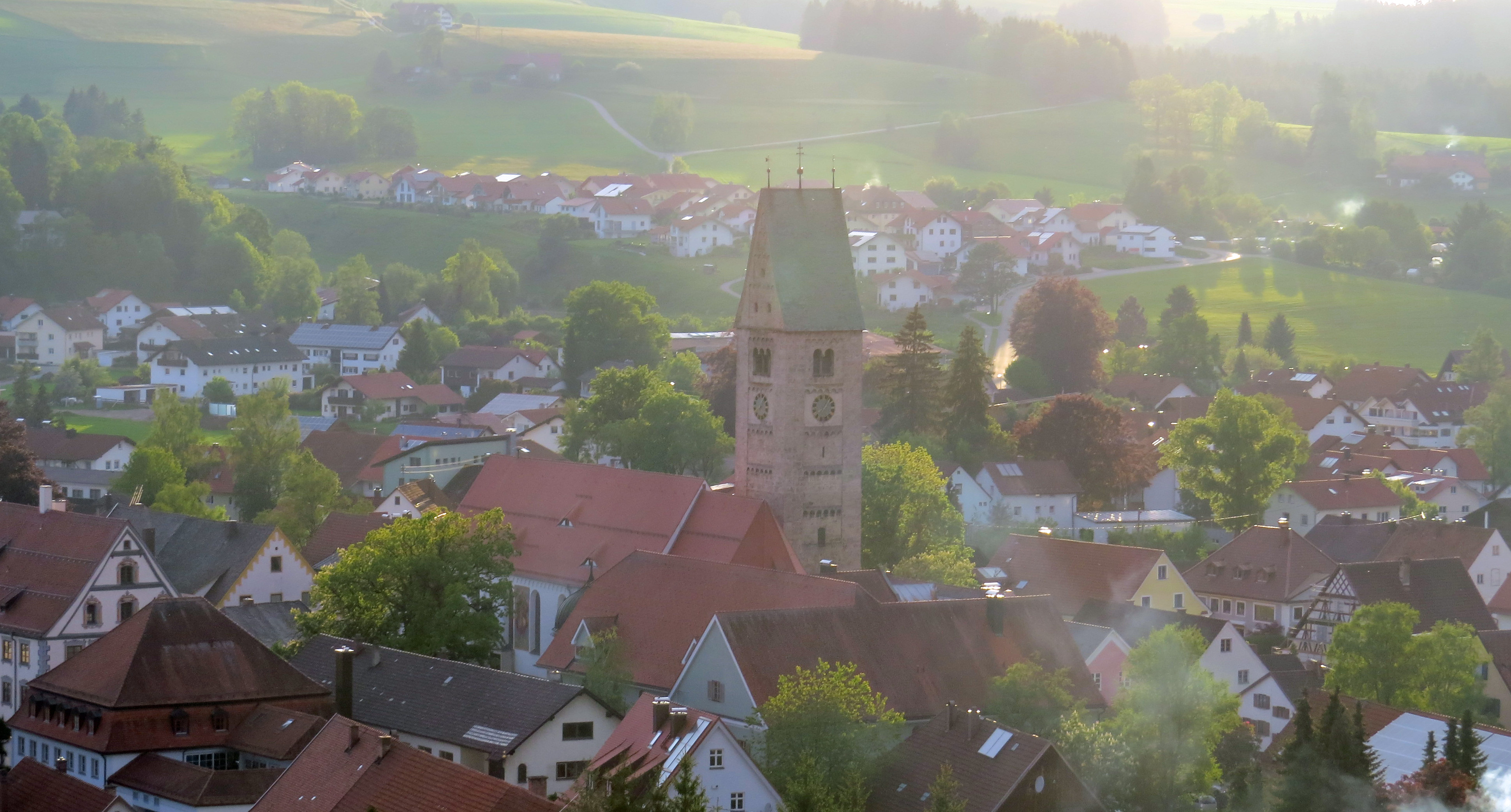
Obergünzburg von Osten

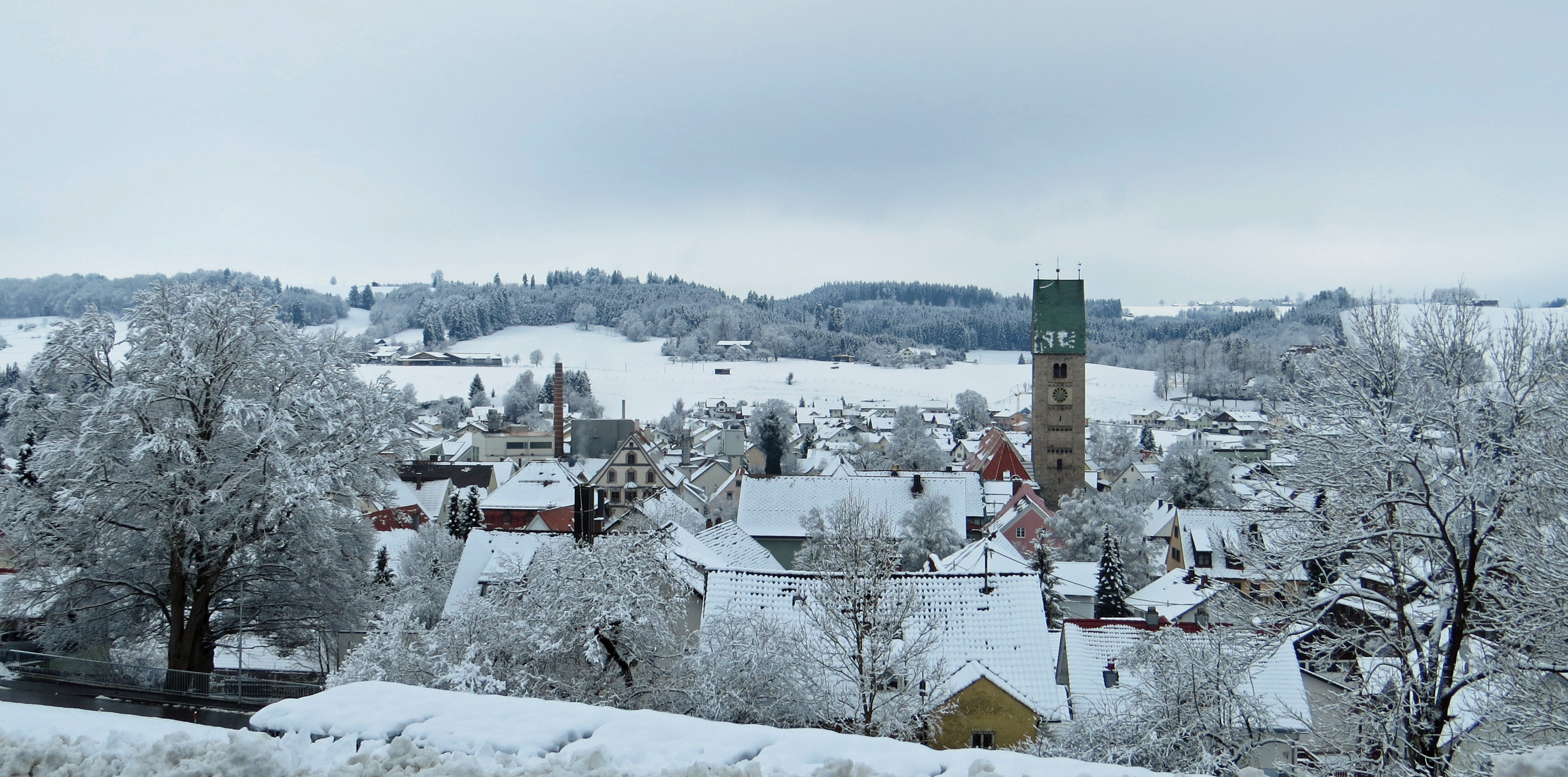
Obergünzburg im Winter

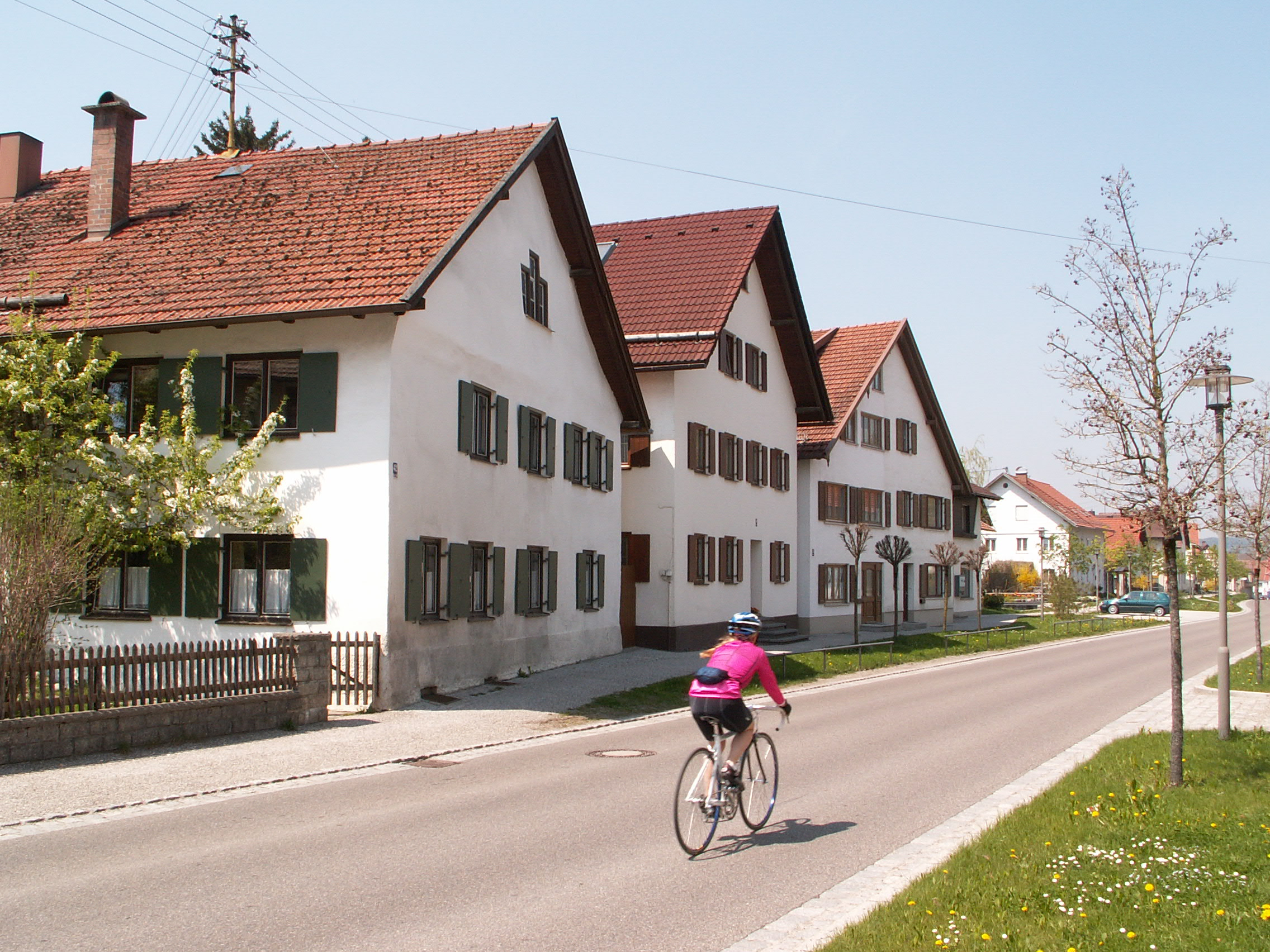
Oberer Markt

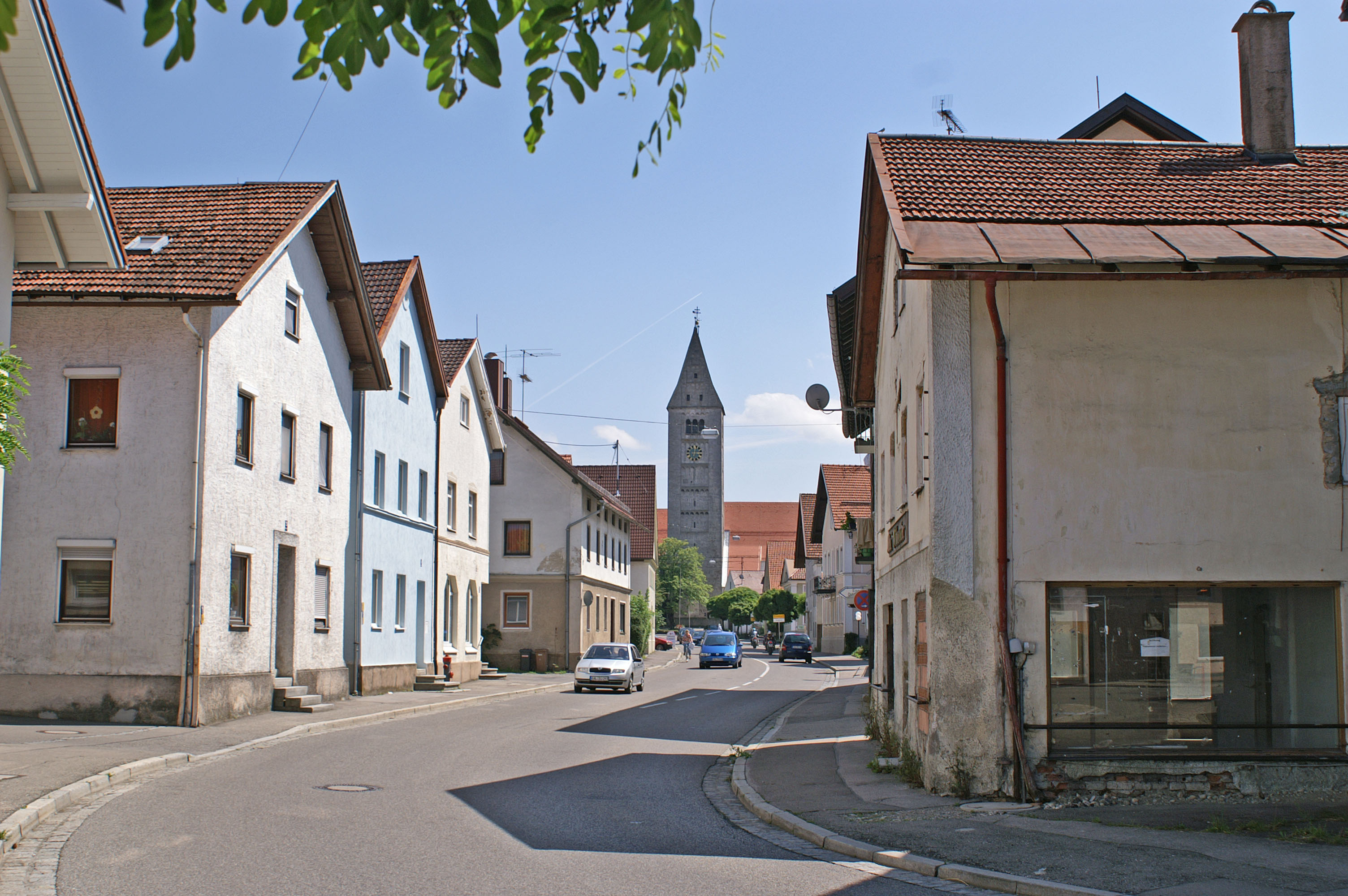
Unterer Markt

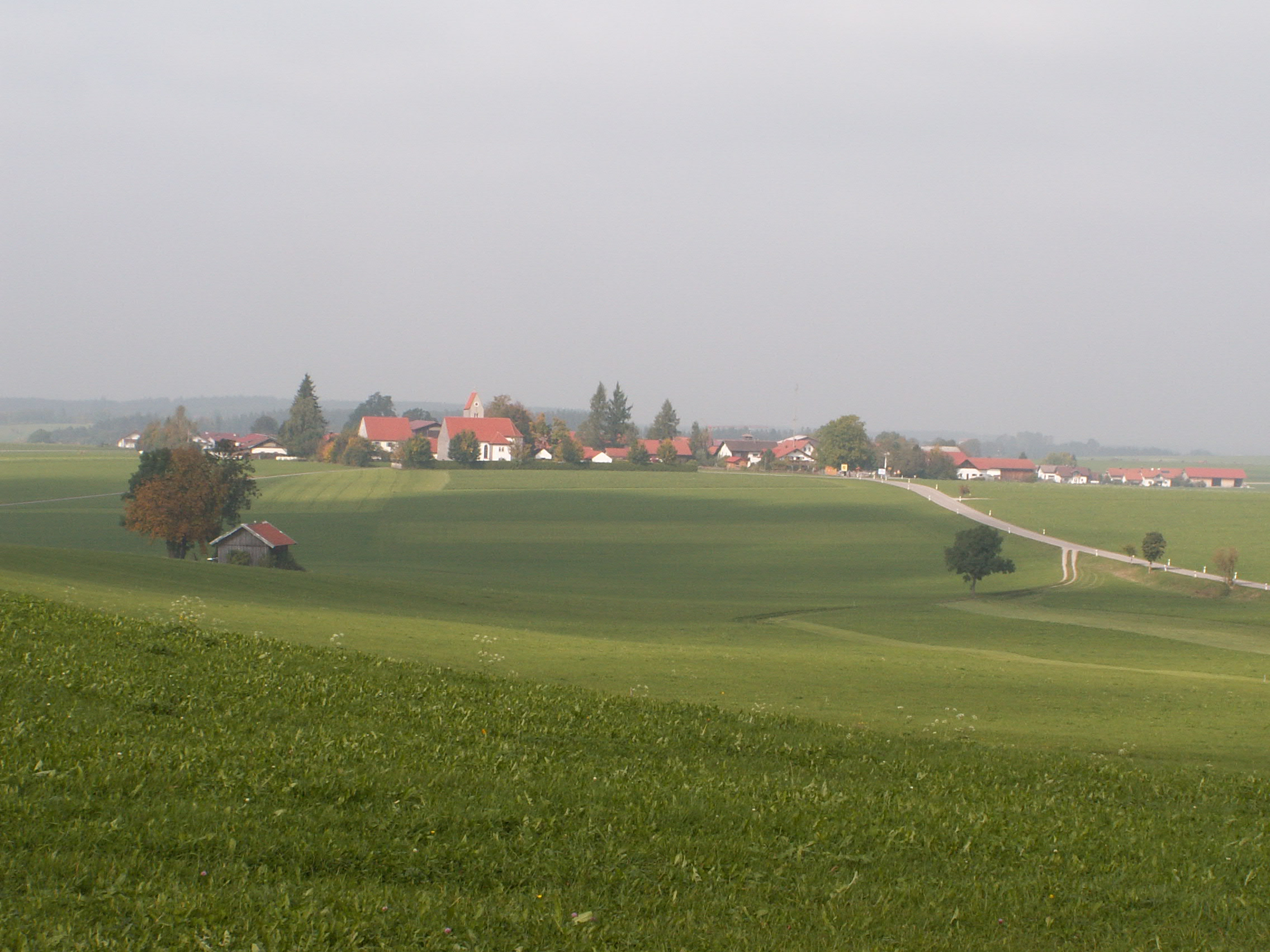
Willofs von Süden

- Südseemuseum
- Geotop Teufelsküche[25]

## Wirtschaft und Infrastruktur

### Wirtschaft
Die Gemeindesteuereinnahmen betrugen im Jahr 2020 umgerechnet rund 6,402 Mio. Euro.
Im Bereich der Land- und Forstwirtschaft gab es im Jahr 2020 15, im produzierenden Gewerbe 507 und im Bereich Handel und Verkehr 262 sozialversicherungspflichtig Beschäftigte am Arbeitsort. In sonstigen Wirtschaftsbereichen waren am Arbeitsort 519 Personen sozialversicherungspflichtig beschäftigt. Sozialversicherungspflichtig Beschäftigte am Wohnort gab es insgesamt 2648. Im verarbeitenden Gewerbe (sowie Bergbau und Gewinnung von Steinen und Erden) gab es drei, im Bauhauptgewerbe 14 Betriebe.
Der größte ansässige Betrieb sind die „Milchwerke Gabler-Saliter“ (heute zur Ehrmann AG gehörend). Produziert werden hier vor allem Kaffeesahne, Kondensmilch, Milchmischgetränke, Trockenmilcherzeugnisse und Vorprodukte für Baby- und Kliniknahrung anderer Hersteller. Des Weiteren ist das Gabler-Saliter Bankgeschäft ansässig.

### Verkehr
Hauptstraßen der Gemeinde sind die Staatsstraßen St 2012, St 2055 und die Kreisstraße OAL 11, die alle im Hauptort aufeinandertreffen.

### Bildung
Im Jahr 2021 gab es folgende Einrichtungen:
- 4 Kindertageseinrichtungen: 285 genehmigte Plätze mit 243 Kindern
- 2 Volksschulen: 28 Klassen, 38 Lehrer,  584 Schüler
- 1 Realschule: 22 Klassen, 40 Lehrer, 508 Schüler

### Wasserversorgung
Der Markt versorgt seine Bürger mit Trinkwasser aus den Brunnen Eschenloh südlich des Hauptorts, geschützt durch ein ca. 55 ha großes Wasserschutzgebiet, sowie aus den Mühlenbergquellen nordöstlich mit einem ca. 35 ha großen Wasserschutzgebiet. Es gibt daneben eine Reihe eigener kleiner Wasserversorgungen in den Ortsteilen.

## Persönlichkeiten

### In Obergünzburg geboren
- Michael Miebach (* 1968), CEO von Mastercard[28]
- Johann Georg von Werdenstein (1542–1608), Domherr, Kantor in Eichstätt, Bücher- und Notensammler
- Johannes Kaspar (1822–1885), Maler
- Ludwig Skell (1842–1905), Landschafts-, Genre-, Porträt- u. Karikaturenmaler, Lithograph
- Karl Nauer (1874–1962), Südseeforscher und Kapitän
- Eduard Hindelang (1923–2016), Museumsleiter
- Helga van Beuningen (* 1945), Übersetzerin
- Franz Loquai (1951–2023), Germanist, Literaturwissenschaftler und Hochschullehrer
- Barbara Lochbihler (* 1959, aufgewachsen in Ronsberg), Abgeordnete im Europäischen Parlament, bis 2009 Generalsekretärin von Amnesty International Deutschland
- Max Weber (* 1964), Handbiker
- Roland Dopfer (* 1977), Organist, Cembalist, Kirchenmusiker, Musiktherapeut, Musikwissenschaftler und Hochschullehrer

### Persönlichkeiten mit Bezug zu Obergünzburg
- Dominikus Ringeisen (1835–1904), röm.-kath. Geistlicher, als Benefiziat Begründer des Obergünzburger Krankenhauses, später Begründer einer heute nach ihm benannten Behinderteneinrichtung in Ursberg
- Armin Kreiner (* 1954), Theologieprofessor in München, lebt heute im Ort